# Bisdom Boise
Het bisdom Boise (Latijn: Dioecesis Xylopolitana) is een rooms-katholiek bisdom met als zetel Boise, in de Amerikaanse staat Idaho. Het bisdom is suffragaan aan het aartsbisdom Portland in Oregon. 

## Geschiedenis
Het bisdom werd opgericht op 3 maart 1868, als het apostolisch vicariaat Idaho and Montana, uit delen van het aartsbisdom Oregon City. Op 5 maart 1883 verloor het gebied bij de oprichting van het apostolisch vicariaat Montana en tegelijkertijd veranderde het van naam naar apostolisch vicariaat Idaho. Op 25 augustus 1893 werd het verheven tot bisdom met de naam bisdom Boise City.  

## Parochies
Het bisdom had in 2022 een oppervlakte van 221.514 km2 en telde 1.839.106 inwoners waarvan 11,0% rooms-katholiek was.

## Ordinarii

### Apostolisch vicarissen
- Louis Aloysius Lootens (3 maart 1868 - 27 februari 1876)

### Bisschoppen
- Alphonse Joseph Glorieux (apostolisch vicaris: 27 februari 1885, bisschop: 25 augustus 1893 - 25 augustus 1917)
- Daniel Mary Gorman (8 februari 1918 - 9 juni 1927)
- Edward Joseph Kelly (19 december 1927 - 21 april 1956)
- James Joseph Byrne (16 juni 1956 - 19 maart 1962)
- Sylvester William Treinen (19 mei 1962 - 17 augustus 1988)
- Tod David Brown (27 december 1988 - 30 juni 1998)
- Michael Patrick Driscoll (18 januari 1999 - 4 november 2014)
- Peter Forsyth Christensen (4 november 2014 - heden)

## Galerij van afbeeldingen

Wapen van het bisdom
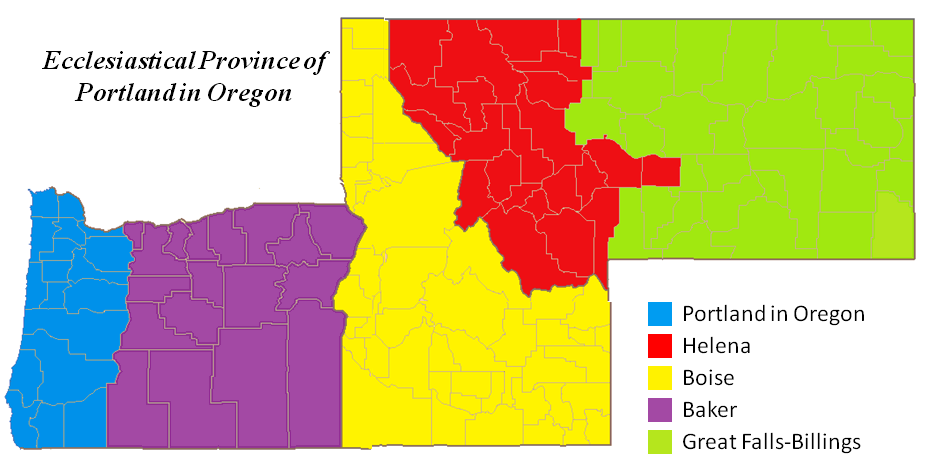
Kerkprovincie met aartsbisdom en suffragane bisdommen
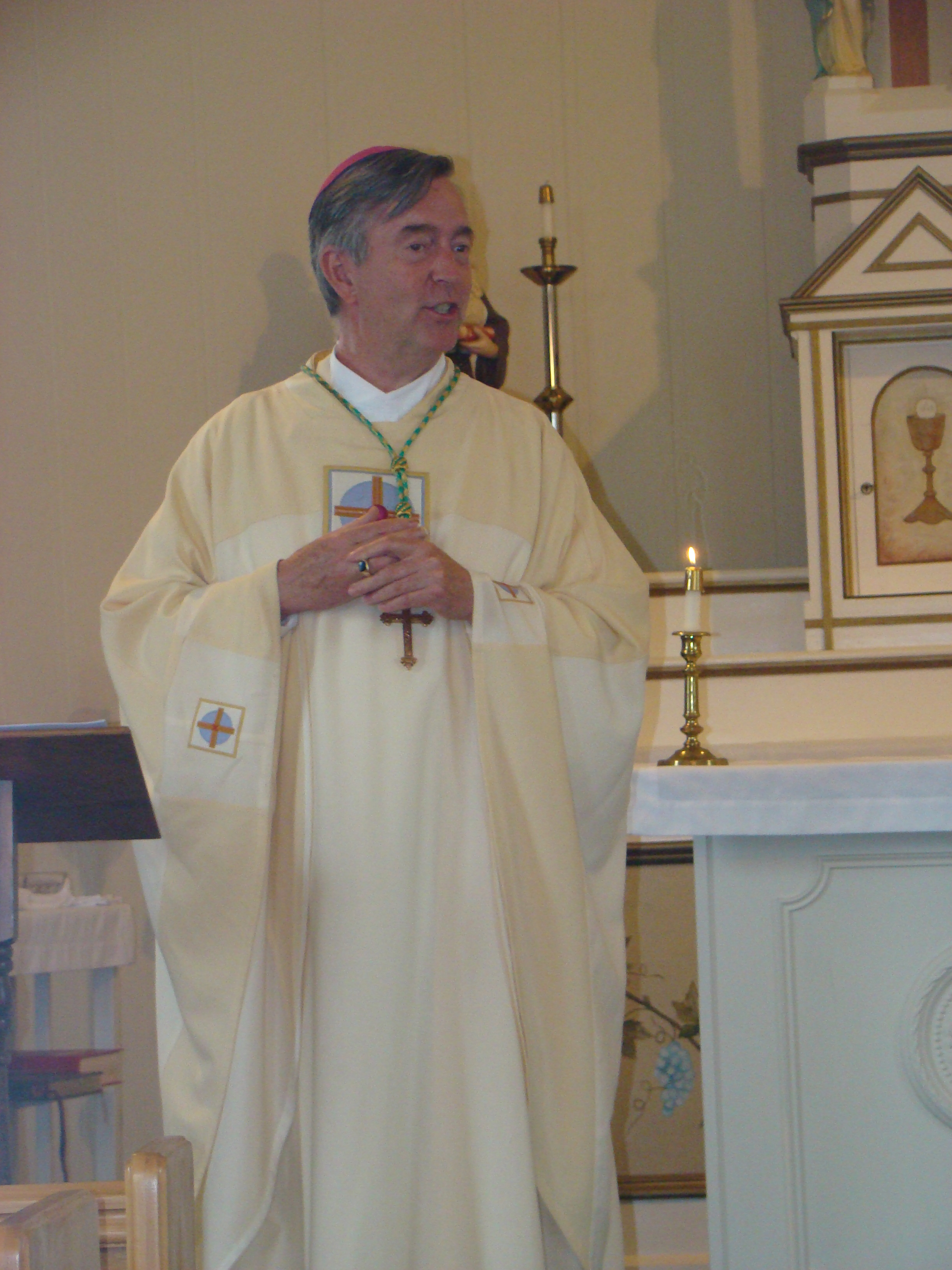
Bisschop Peter Christensen (2014-heden)

Portland in Oregon (aartsbisdom) · Baker · Boise · Great Falls-Billings · Helena